# Tylomys
Tylomys é um género de roedor da família Cricetidae.

## Espécies
- Tylomys bullaris Merriam, 1901
- Tylomys fulviventer Anthony, 1916
- Tylomys mirae Thomas, 1899
- Tylomys nudicaudus (Peters, 1866)
- Tylomys panamensis (Gray, 1873)
- Tylomys tumbalensis Merriam, 1901
- Tylomys watsoni Thomas, 1899